# Кустарницевые
Кустарницевые, или комичные тимелии (лат. Leiothrichidae), — семейство воробьиных птиц из надсемейства Sylvioidea подотряда певчих. Ранее в качестве подсемейства Leiothrichinae включалось в состав семейства тимелиевых (Timaliidae).
Среднего размера воробьиные птицы, самым крупным видом является Pterorhinus pectoralis, достигающий общей длины 37,5 см и массы 170 г.

## Ареал и среда обитания
Представители кустарницевых широко распространены в южной половине Азии от Аравийского полуострова до островов Тайвань и Суматра, несколько видов обитают также в Африке. Населяют разнообразные биотопы — от засушливых кустарниковых пустошей и открытых равнин до лесов, где обитают в том числе в подлеске.

## Классификация
Семейство Leiothrichidae является одним из крупнейших, наряду с Cisticolidae и Pycnonotidae, в надсемействе Sylvioidea. В результате филогенетического исследования, проведённого Cibois и коллегами в 2018 году, классификация семейства на родовом уровне была значительно изменена.
Международный союз орнитологов относит к семейству 16 родов с 133 видами:
- Actinodura Gould, 1836 — Сибии (9 видов)
- Argya R. Lesson, 1831 (16 видов)
- Cutia Hodgson, 1837 — Кутии[9] (2 вида)
- Garrulax R. Lesson, 1831 — Кустарницы (14 видов)
- Grammatoptila Reichenbach, 1850 (1 вид)
- Heterophasia Blyth, 1842 — Цветные тимелии (7 видов)
- Ianthocincla Gould, 1835 (8 видов)
- Laniellus Swainson, 1832 (2 вида)
- Leioptila Blyth, 1847 (1 вид)
- Leiothrix Swainson, 1832 — Лиотриксы, или китайские соловьи[10] (2 вида)
- Liocichla Swinhoe, 1877 — Лиоцихлы (5 видов)
- Minla Hodgson, 1837 — Минлы[11] (1 вид)
- Montecincla Robin et al., 2017 (4 вида)
- Pterorhinus Swinhoe, 1868 (23 вида)
- Trochalopteron Blyth, 1843 (19 видов)
- Turdoides Cretzschmar, 1826 — Дроздовые тимелии (19 видов)

## Фото

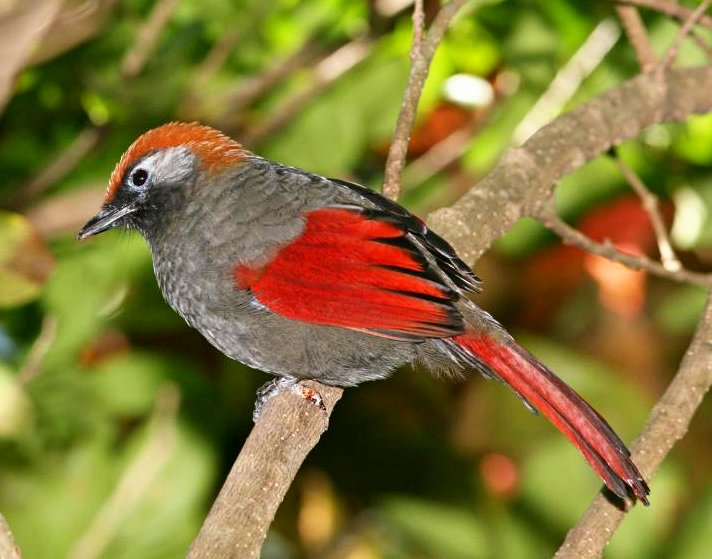
Trochalopteron milnei
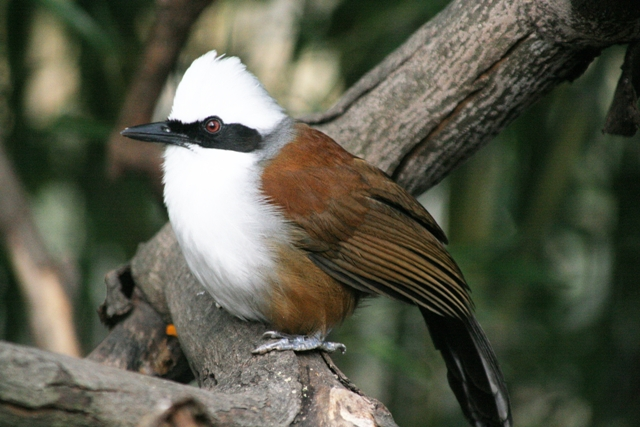
Garrulax leucolophus
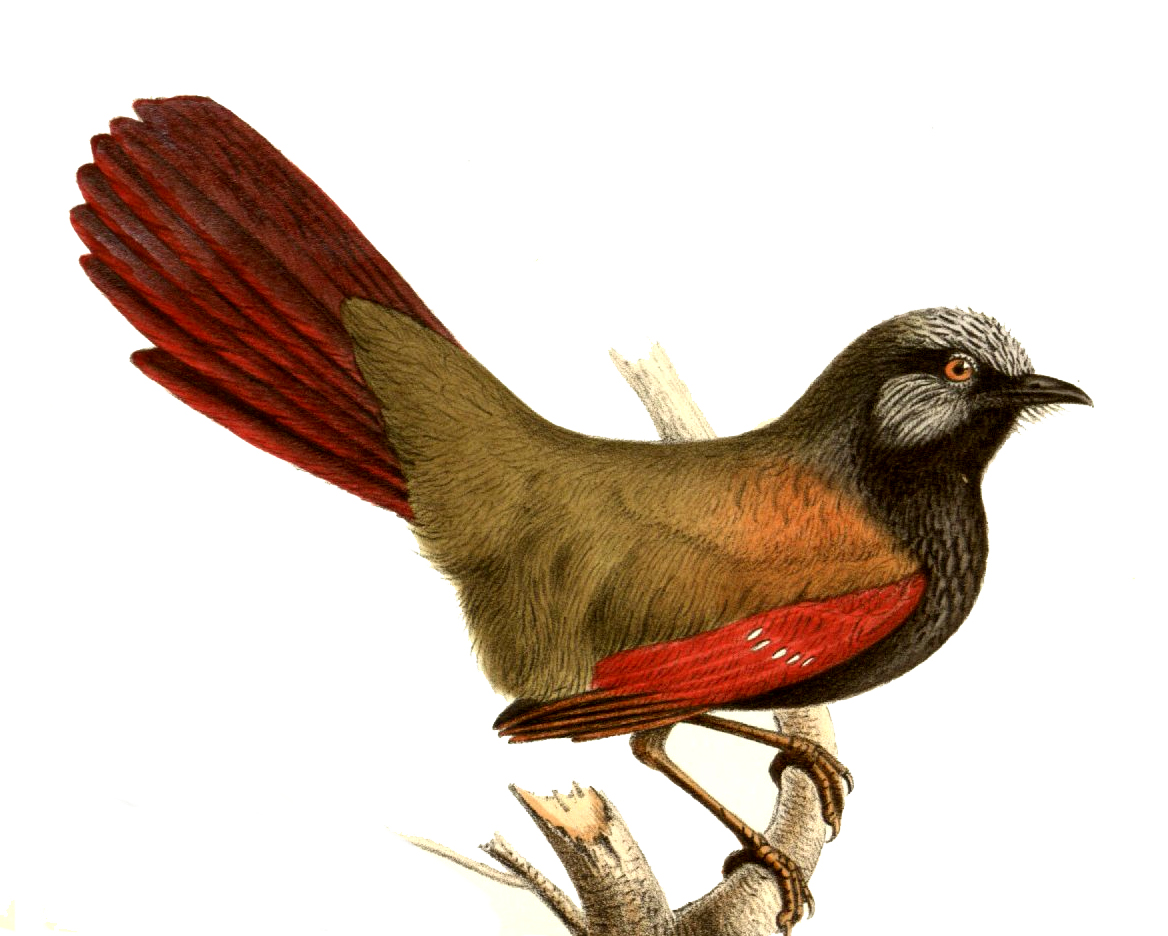
Trochalopteron formosum
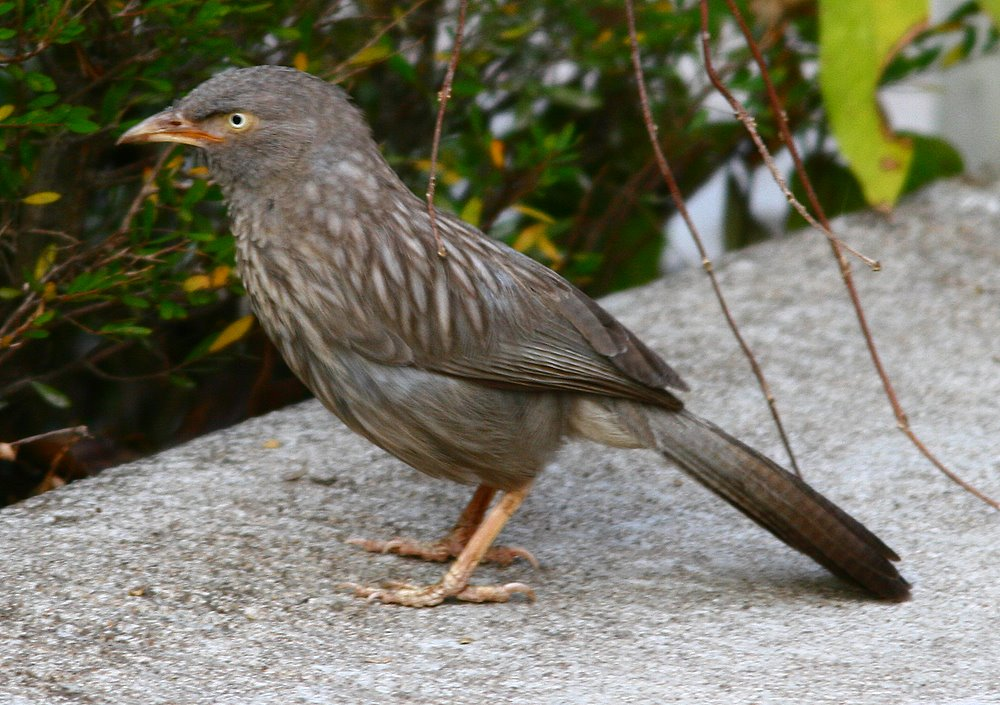
Turdoides striata
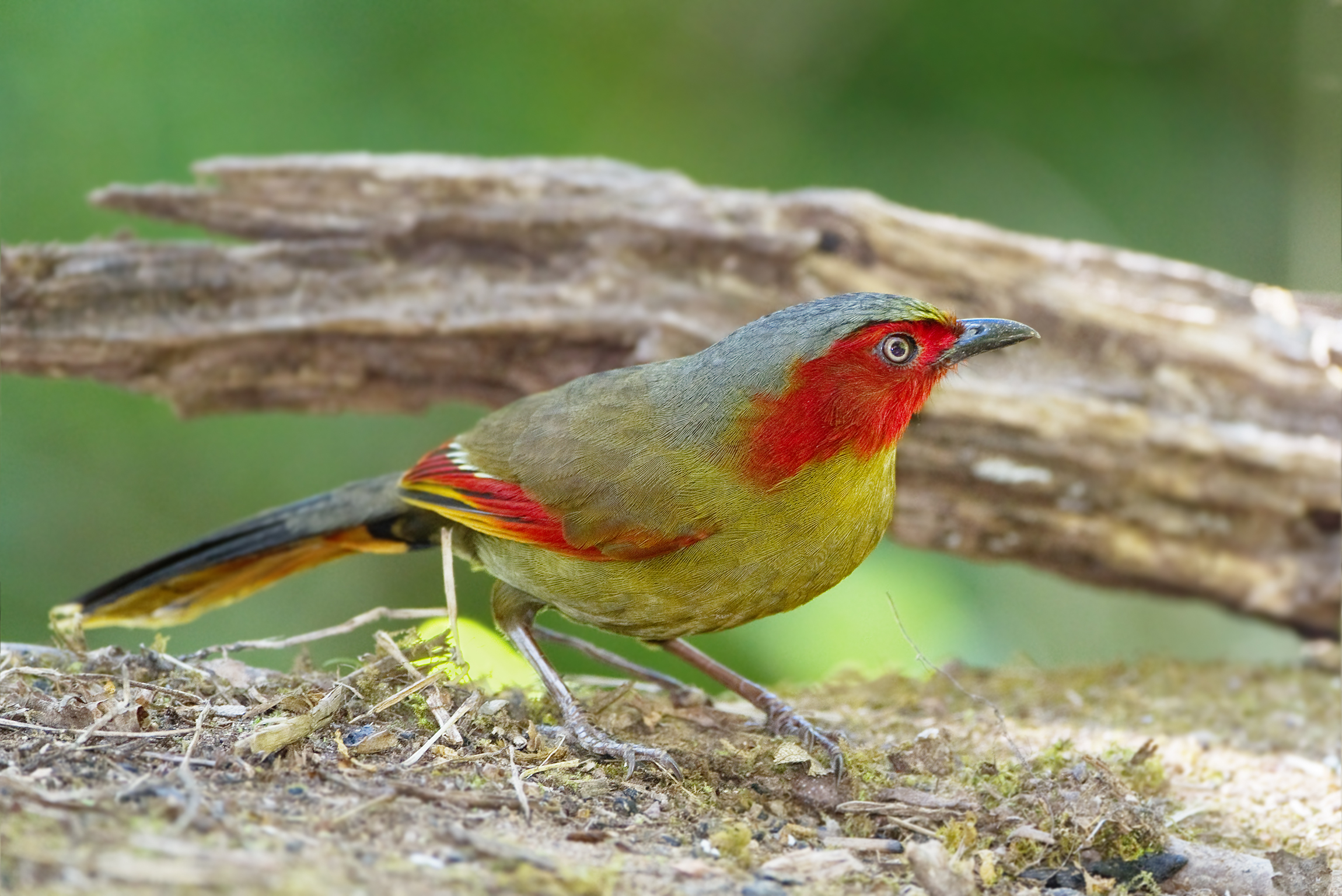
Liocichla phoenicea
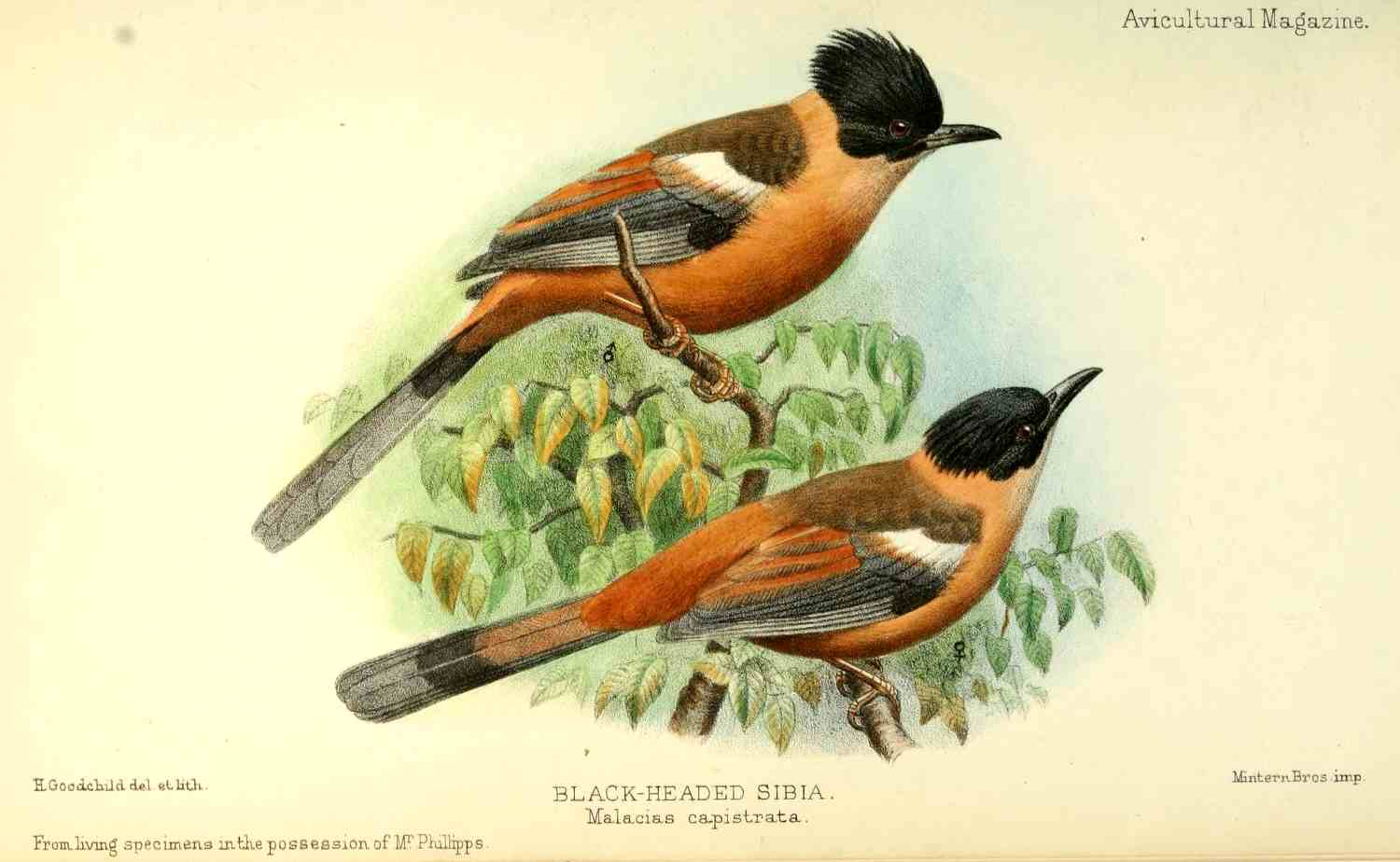
Heterophasia capistrata
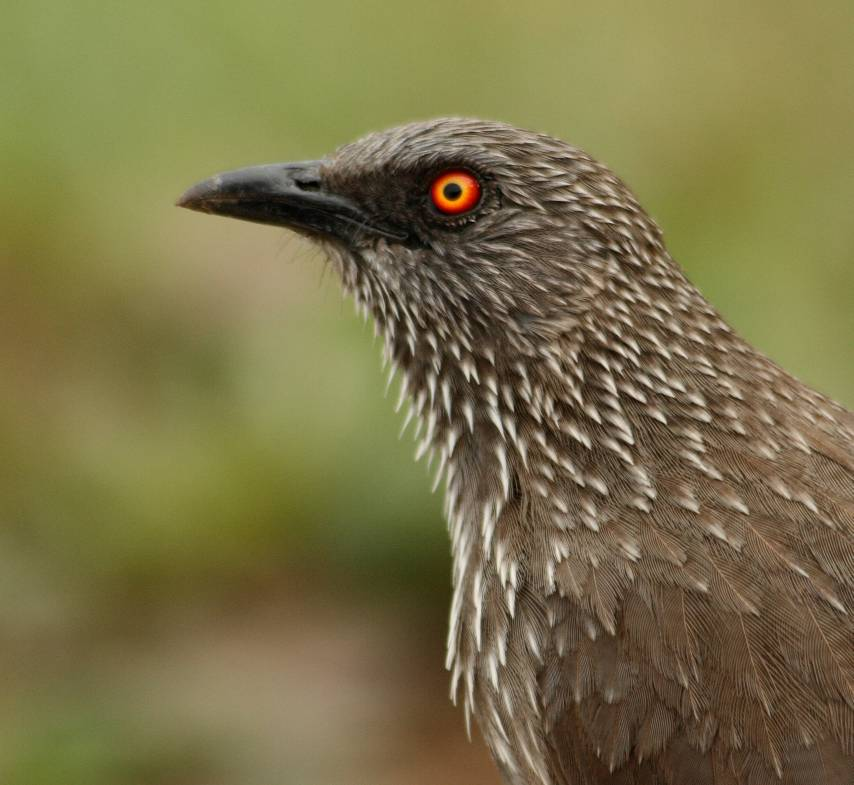
Turdoides jardineii
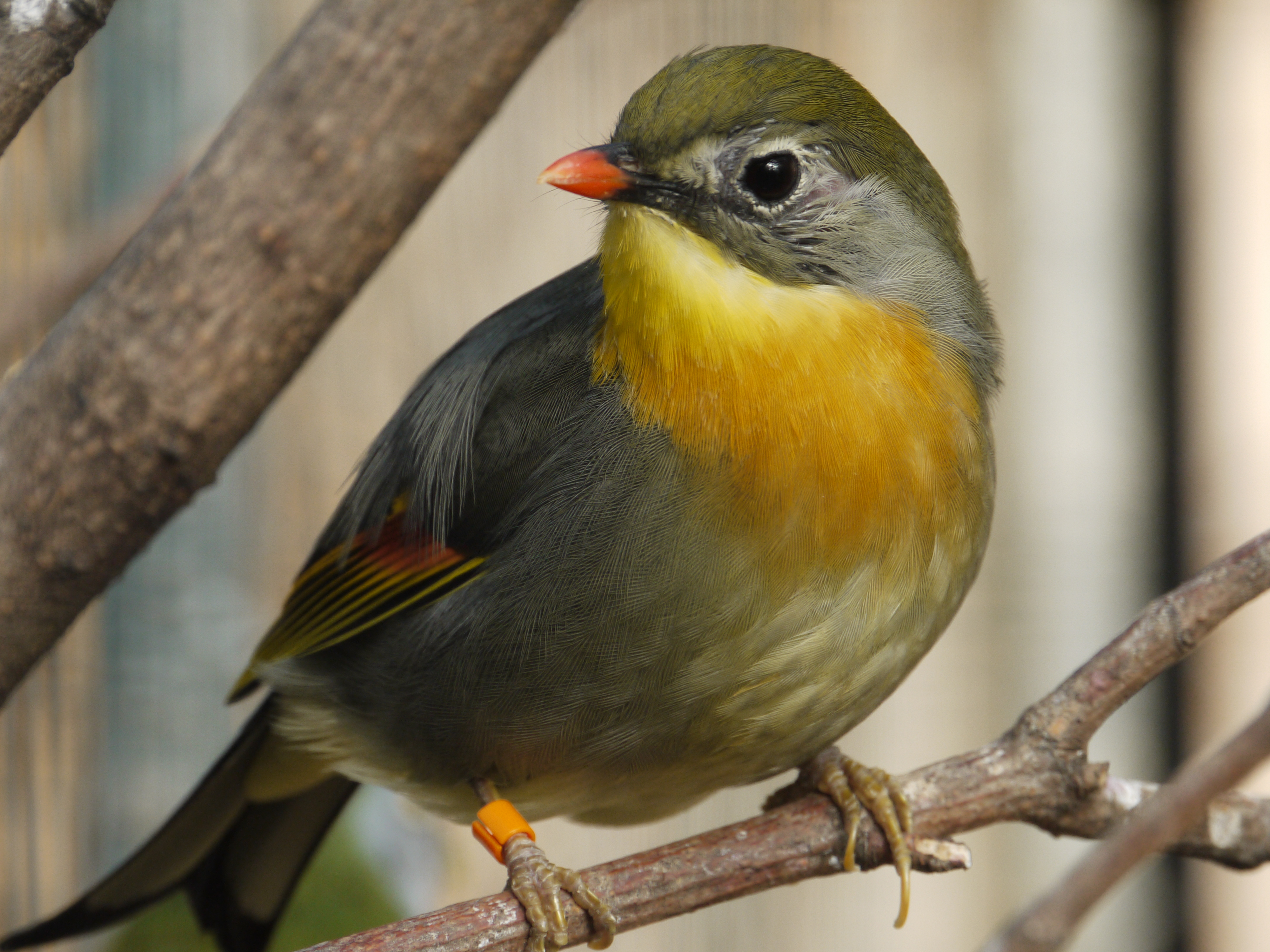
Leiothrix lutea
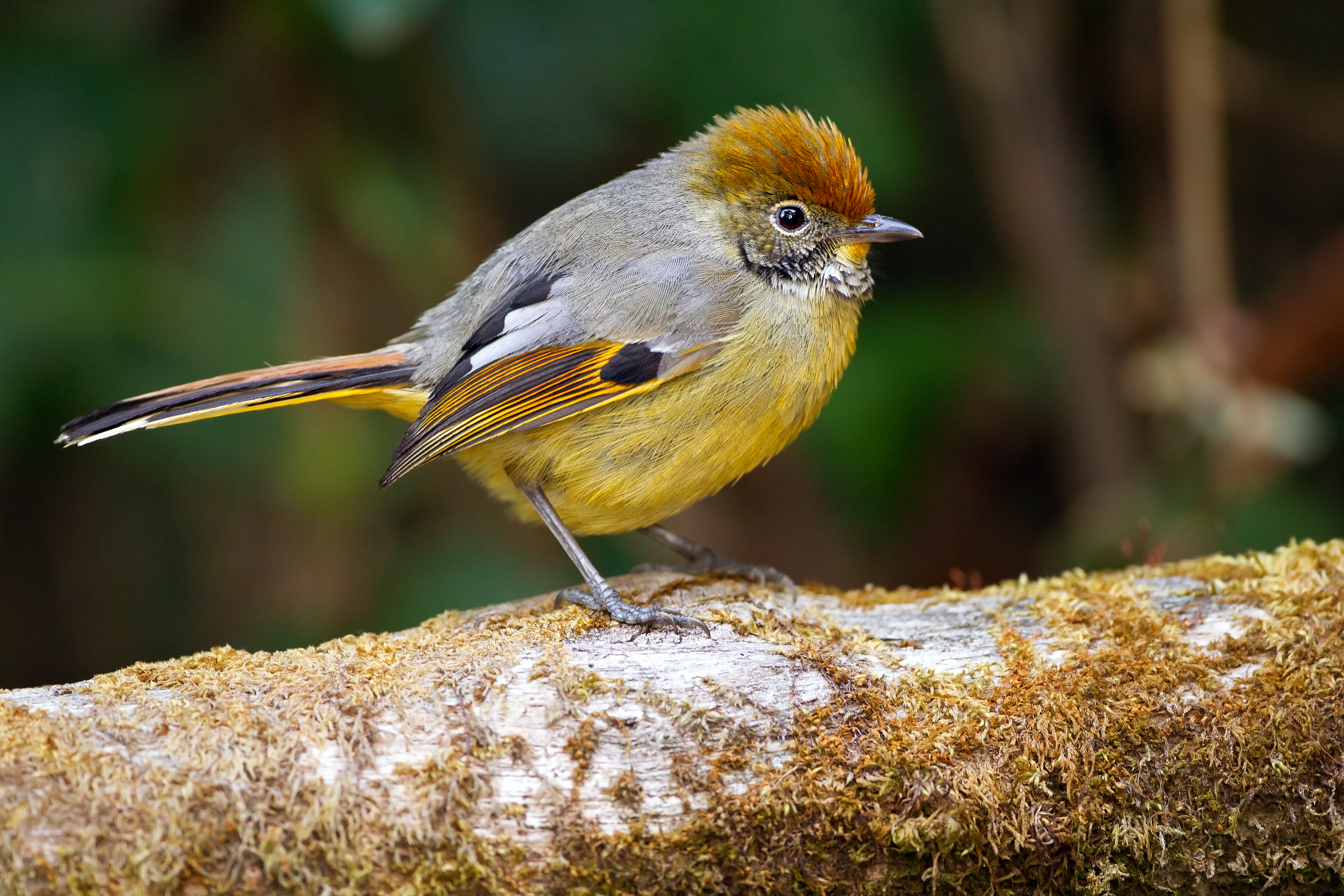
Minla strigula
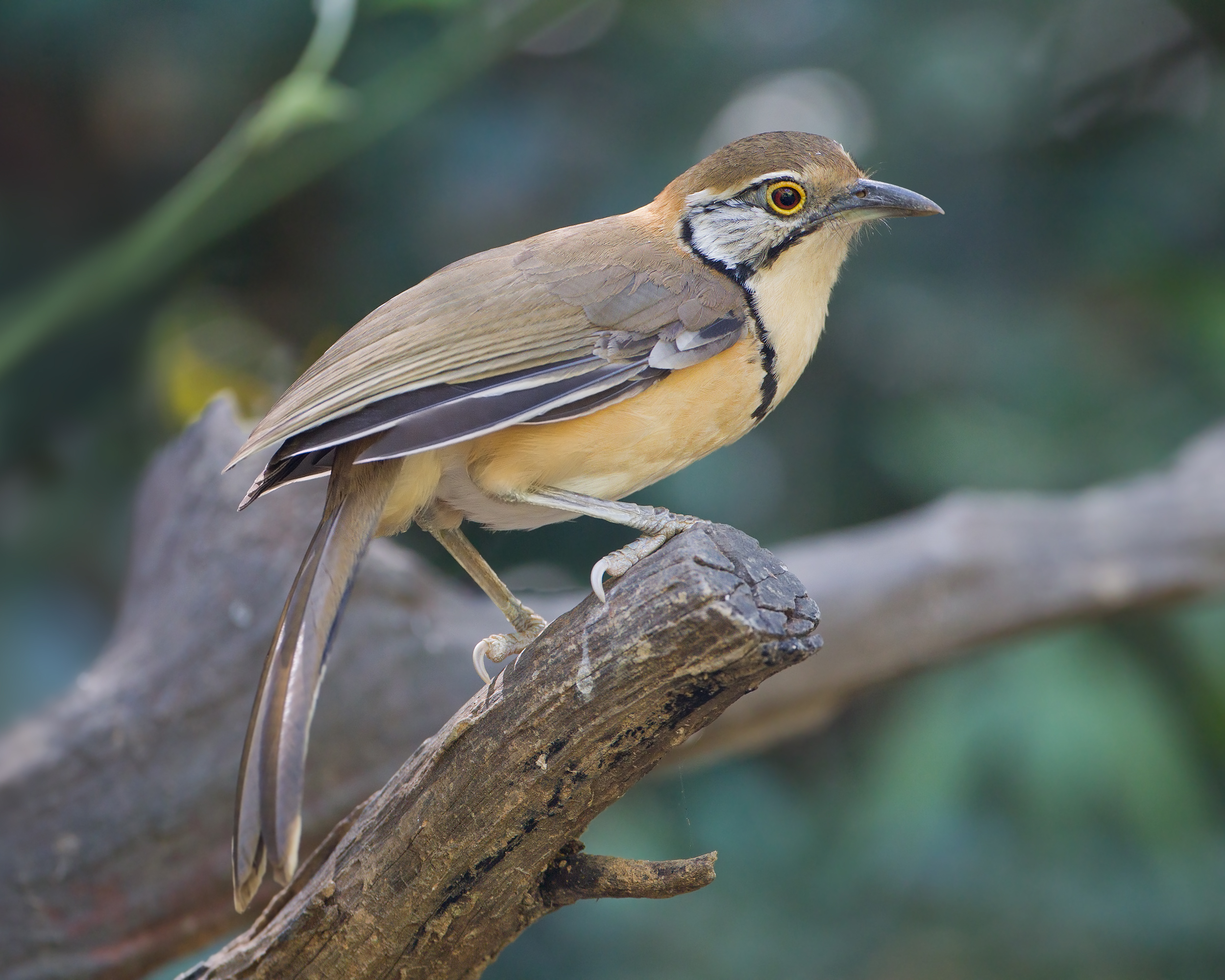
Garrulax pectoralis